# Jackie Brown (boxe anglaise)
Pour les articles homonymes, voir Jackie Brown (homonymie) et Brown.
Jackie Brown est un boxeur anglais né le 29 novembre 1909 à Collyhurst dans la périphérie de Manchester et mort le  15 mars 1971. Il remporte au cours de sa carrière les titres de champion Britannique, champion d'Europe et de champion du monde des poids mouches.

## Biographie

### Carrière professionnelle
Brown dispute son premier combat professionnel le 18 mai 1925, à l'âge de seize ans, et bat Harry Gainey aux points en six rounds. Le 13 octobre 1929, il remporte le titre britannique vacant des poids mouches en mettant Bert Kirby KO au 3e round puis perd le combat revanche le 3 mars suivant (à son tour par KO au 3e round) avant de gagner leur troisième affrontement le 2 février 1931.
En mai 1931, il remporte le titre européen en battant le roumain Lucien Popescu aux points. Au cours des deux mois suivants, il défend ce titre à deux reprises à nouveau aux points contre le belge Émile Degand et l'italien Vincenzo Savo. En septembre 1932, il défend ses deux titres contre Jim Maharg, s'imposant sur une disqualification au huitième round pour un coup bas.

### Titre mondial
Le 31 octobre 1932, il affronte le Tunisien Young Perez pour le titre de champion du monde poids mouches, le battant au treizième round lorsque Perez jette l'éponge. Brown est alors reconnu champion du monde de la National Boxing Association.
En juin et septembre 1933, il défend victorieusement son titre mondial et européen contre le Français Valentin Angelmann. En décembre, il conserve aux points sa ceinture britannique, Européenne et mondiale contre Chris « Ginger » Foran, boxeur originaire de Liverpool.
En juin 1934, il défend son titre mondial et européen contre Angelmann pour la troisième fois. Un an plus tard, Brown perd son titre européen pour ne pas avoir accordé à Angelmann un combat revanche. Le 9 septembre 1935, il cède son titre mondial et britannique en étant stoppé dès le 2d round par l'écossais Benny Lynch.

### Carrière poids coqs
Après la perte de ses titres, Brown décide de boxer dans la catégorie supérieure. En mai 1937, il affronte le champion britannique des poids coqs Johnny King, titre en jeu, mais perd par KO au 13e round. C'est sa dernière tentative pour décrocher un titre national ou international même s'il continue à boxer jusqu'en juillet 1939. Il prend alors sa retraite mais fait un bref retour en février 1948, remportant pour l'occasion un combat en huit rounds contre Billy Stevens.